# پوکسدورف (تورینگن)
پوکسدورف (به آلمانی: Poxdorf) یک شهر در آلمان است که در تورینگن واقع شده‌است. پوکسدورف ۹۶ نفر جمعیت دارد.